# Irrational Man
Irrational Man è un film del 2015 scritto e diretto da Woody Allen.
Il film è stato presentato fuori concorso al Festival di Cannes 2015.

## Trama
Abe Lucas, un professore di filosofia in piena crisi esistenziale e con problemi di alcolismo, si trasferisce nel Rhode Island per lavorare nel college Braylin, dove conosce Rita, collega sposata che fin da subito gli rivolge delle avances. Anche una studentessa, Jill, si innamora di lui: anche se è già fidanzata con Roy, resta irresistibilmente attratta dal cinismo del professore. Abe preferisce mantenere con la giovane una relazione platonica e cede invece al corteggiamento di Rita, ma ha un episodio di impotenza durante il loro primo rapporto sessuale; ciò porta l'uomo ad aggravare la crisi con se stesso e la passione per il whisky.
Un giorno, mentre sono in un bar, Abe e Jill ascoltano per caso la storia di una donna sul punto di perdere l'affidamento dei figli perché a occuparsi della causa del suo divorzio è il corrotto giudice Thomas Spangler. Abe elabora le informazioni e trova finalmente una ragione di vita: vuole fare giustizia eliminando il magistrato. Comincia dunque a pedinarlo per annotare le sue abitudini e nota che il sabato mattina è solito fare jogging per poi sedersi su una panchina al parco, bere succo d'arancia e leggere il giornale. Abe ruba a Rita la chiave del laboratorio di chimica e vi sottrae del cianuro che immette in un bicchiere uguale a quello di Spangler; infine, si avvicina alla sua designata vittima e scambia rapidamente i due recipienti. Così fatto, il giudice muore avvelenato.
Abe ritrova la voglia di vivere e la creatività che pensava perdute, torna anche ad avere soddisfacenti rapporti sessuali e, pur mantenendo i rapporti con Rita, si fidanza con Jill; i due, con Roy fattosi da parte, vivono giorni di grande passione. Una sera, al luna park, possono scegliere tra alcuni premi e la ragazza opta per una piccola torcia elettrica che lui approva definendo «una scelta pratica». 
Jill, tuttavia, è incuriosita dalla morte di Spangler, così elabora ipotesi sulle modalità che l'hanno causata arrivando facilmente a scoprire come il delitto sia avvenuto; successivamente alcune chiacchiere apparentemente innocue gli rivelano che Abe è stato visto nel laboratorio di chimica e, nel giorno dell'omicidio, in giro per strada di buon mattino. Il professore declassa queste testimonianze ma Jill gli entra in casa e trova alcune annotazioni incriminanti, così mette Abe alle strette e questi alla fine confessa. Inizialmente la ragazza sceglie di coprirlo per amore ma, quando si viene a sapere che un innocente è stato accusato del delitto, minaccia di denunciarlo se non sarà lui stesso a costituirsi. 
Abe, che aveva intanto accettato di partire per l'Europa con Rita, capisce che l'unico modo di uscire dal pasticcio è eliminare anche Jill: la segue quindi nel palazzo dove ella prende lezioni di piano; fingendo di volersi scusare, la aggredisce per buttarla giù dalla tromba dell'ascensore da lui manomesso ma la ragazza oppone una strenua resistenza. Nella colluttazione Abe scivola proprio sulla torcia elettrica uscita dalla borsa di Jill ed è lui a precipitare nel vuoto. 
Tempo dopo Jill, che si è ricongiunta con Roy, fissa il mare e riflette su Abe e sul rapporto che hanno avuto.

## Produzione
Le riprese del film si sono svolte nello Stato del Rhode Island, iniziando a Newport il 7 luglio 2014 e terminando a fine agosto. Tutto ciò che concerne la genesi del film, dallo sviluppo del soggetto fino alla post-produzione passando per sopralluoghi, riprese, casting e scelta delle musiche, è raccontato da Eric Lax nel libro Woody Allen dall'inizio alla fine. Un anno sul set con un grande regista. 

## Distribuzione
Il primo trailer del film viene diffuso il 29 aprile 2015.
La pellicola viene distribuita nelle sale cinematografiche statunitensi a partire dal 17 luglio 2015; mentre in Italia a partire dal 16 dicembre dello stesso anno.

## Riconoscimenti
- 2016 - Jupiter Award
  - Candidatura per la migliore attrice internazionale a Emma Stone
- 2016 - Alliance of Women Film Journalists
  - Candidatura per la miglior storia d'amore con molta differenza di età tra il protagonista e la giovane amante a Joaquin Phoenix e Emma Stone